# Kai Mitteldorf
Kai Mitteldorf (* 11. November 1968) ist ein deutscher Badmintonspieler.

## Karriere
Kai Mitteldorf nahm von der Altersklasse U14 im Jahr 1983 an eine kontinuierliche Entwicklung bis hin zum deutschen Meister und Nationalspieler. Es dauerte jedoch bis 1994, bevor er seinen ersten und einzigen Titel bei den Erwachsenen in Deutschland erringen konnte. International siegte er in Ungarn und in Irland.

## Sportliche Erfolge
| Saison    | Veranstaltung                        | Disziplin    | Platz | Name                                                                                    |
| --------- | ------------------------------------ | ------------ | ----- | --------------------------------------------------------------------------------------- |
| 1982/1983 | Deutsche Einzelmeisterschaft U14     | Herrendoppel | 2     | Kai Jeromin (Kölner FC) / Kai Mitteldorf (SC Union 08 Lüdinghausen)                     |
| 1982/1983 | Westdeutsche Einzelmeisterschaft U14 | Herrendoppel | 1     | Jeromin Kai / Kai Mitteldorf (Kölner Federballclub BG / SC Union 08 Lüdinghausen)       |
| 1982/1983 | Westdeutsche Einzelmeisterschaft U14 | Mixed        | 1     | Kai Mitteldorf / Sotta Andrea (SC Union 08 Lüdinghausen / 1. BC Leverkusen)             |
| 1984/1985 | Deutsche Einzelmeisterschaft U16     | Herreneinzel | 2     | Kai Mitteldorf (SC Union 08 Lüdinghausen)                                               |
| 1984/1985 | Westdeutsche Einzelmeisterschaft U16 | Mixed        | 1     | Kai Mitteldorf / Menges Petra (SC Union 08 Lüdinghausen / Badminton Club Kleve)         |
| 1985/1986 | Deutsche Einzelmeisterschaft U18     | Mixed        | 2     | Kai Mitteldorf (FC Langenfeld) / Martina Höfer (FC Langenfeld)                          |
| 1985/1986 | Westdeutsche Einzelmeisterschaft U18 | Mixed        | 1     | Kai Mitteldorf / Höfer Martina (SC Union 08 Lüdinghausen / FC Langenfeld)               |
| 1986/1987 | Westdeutsche Einzelmeisterschaft U18 | Herreneinzel | 1     | Kai Mitteldorf (SC Union 08 Lüdinghausen)                                               |
| 1986/1987 | Westdeutsche Einzelmeisterschaft U18 | Herrendoppel | 1     | Kai Mitteldorf / Ossenbrink Uwe (SC Union 08 Lüdinghausen / TG Ahlen 1897)              |
| 1986/1987 | Deutsche Einzelmeisterschaft U18     | Herrendoppel | 2     | Uwe Ossenbrink (TG Ahlen) / Kai Mitteldorf (SC Union 08 Lüdinghausen)                   |
| 1987/1988 | Westdeutsche Einzelmeisterschaft U22 | Mixed        | 1     | Kai Mitteldorf / Sotta Andrea (1. BC Düren / 1. BC Beuel)                               |
| 1987/1988 | Westdeutsche Einzelmeisterschaft U22 | Herrendoppel | 1     | Hochstrate Frank / Kai Mitteldorf (SC Union 08 Lüdinghausen)                            |
| 1988/1989 | Deutsche Einzelmeisterschaft U22     | Mixed        | 2     | Kai Mitteldorf (FC Bayer 05 Uerdingen) / Andrea Sotta (1. BC Beuel)                     |
| 1988/1989 | Deutsche Einzelmeisterschaft U22     | Herrendoppel | 2     | Kai Mitteldorf (FC Bayer 05 Uerdingen) / Uwe Ossenbrink (TuS Wiebelskirchen)            |
| 1989/1990 | Westdeutsche Einzelmeisterschaft U22 | Herreneinzel | 1     | Kai Mitteldorf (SC Bayer 05 Uerdingen)                                                  |
| 1989/1990 | Deutsche Einzelmeisterschaft U22     | Herrendoppel | 1     | Michael Keck / Kai Mitteldorf (SV Fortuna Regensburg / SC Bayer 05 Uerdingen)           |
| 1989/1990 | Deutsche Einzelmeisterschaft         | Herrendoppel | 3     | Kai Mitteldorf / Michael Keck (Bayer Uerdingen / Fortuna Regensburg)                    |
| 1990      | Irish Open                           | Herrendoppel | 1     | Stephan Kuhl / Kai Mitteldorf                                                           |
| 1992      | Hungarian International              | Herrendoppel | 1     | Björn Siegemund / Kai Mitteldorf                                                        |
| 1992/1993 | Deutsche Einzelmeisterschaft         | Mixed        | 2     | Kai Mitteldorf / Anne-Katrin Seid (FC Bayer 05 Uerdingen / Fortuna Regensburg)          |
| 1992/1993 | Westdeutsche Einzelmeisterschaft     | Herrendoppel | 1     | Kai Mitteldorf / Eiber Volker (SC Bayer 05 Uerdingen)                                   |
| 1993      | Hungarian International              | Herrendoppel | 1     | Kai Mitteldorf / Uwe Ossenbrink                                                         |
| 1993/1994 | Deutsche Einzelmeisterschaft         | Herrendoppel | 1     | Uwe Ossenbrink / Kai Mitteldorf (TuS Wiebelskirchen / FC Bayer 05 Uerdingen)            |
| 1993/1994 | Westdeutsche Einzelmeisterschaft     | Herrendoppel | 1     | Neumann Robert / Mitteldorf Kai (FC Langenfeld / SC Bayer 05 Uerdingen)                 |
| 1993/1994 | Deutsche Einzelmeisterschaft         | Mixed        | 3     | Kai Mitteldorf / Katrin Schmidt (FC Bayer 05 Uerdingen / TuS Wiebelskirchen)            |
| 1994/1995 | Deutsche Einzelmeisterschaft         | Mixed        | 2     | Kai Mitteldorf / Katrin Schmidt (SC Bayer 05 Uerdingen / TuS Wiebelskirchen)            |
| 1994/1995 | Deutsche Einzelmeisterschaft         | Herrendoppel | 2     | Kai Mitteldorf / Uwe Ossenbrink (FC Bayer 05 Uerdingen / TTC Brauweiler)                |
| 1995/1996 | Deutsche Einzelmeisterschaft         | Herrendoppel | 3     | Kai Mitteldorf / Uwe Ossenbrink (Bayer Uerdingen / TuS Wiebelskirchen)                  |
| 1995/1996 | Deutsche Einzelmeisterschaft         | Mixed        | 3     | Kai Mitteldorf / Katrin Schmidt (SC Bayer 05 Uerdingen / TuS Wiebelskirchen)            |
| 1996/1997 | Deutsche Einzelmeisterschaft         | Herrendoppel | 2     | Uwe Ossenbrink / Kai Mitteldorf (TuS Wiebelskirchen / BC Eintracht Südring Berlin)      |
| 1997/1998 | Deutsche Einzelmeisterschaft         | Herrendoppel | 3     | Kai Mitteldorf / Stefan Frey (BC Eintracht Südring Berlin / Grün-Weiß Wiesbaden)        |
| 1998/1999 | Deutsche Einzelmeisterschaft         | Herrendoppel | 3     | Uwe Ossenbrink / Kai Mitteldorf (TuS Wiebelskirchen / BC Eintracht Südring Berlin)      |
| 2000/2001 | Deutsche Einzelmeisterschaft O32     | Herrendoppel | 1     | Stephan Kuhl / Karl-Heinz Mitteldorf (SC Bayer 05 Uerdingen / SC Union 08 Lüdinghausen) |
| 2001/2002 | Deutsche Einzelmeisterschaft O32     | Herrendoppel | 1     | Eric Farries / Kai Mitteldorf (1. BCW Hütschenhausen / Union Lüdinghausen)              |
| 2003/2004 | Deutsche Einzelmeisterschaft O35     | Mixed        | 1     | Kai Mitteldorf / Christine Skropke (SC Union 08 Lüdinghausen / SC Bayer 05 Uerdingen)   |
| 2003/2004 | Deutsche Einzelmeisterschaft O35     | Herrendoppel | 1     | Kai Mitteldorf / Stephan Kuhl (SC Union 08 Lüdinghausen / BC Viernheim)                 |
| 2003/2004 | Westdeutsche Einzelmeisterschaft O35 | Herrendoppel | 1     | Kai Mitteldorf / Tom Becker (Union Lüdinghausen / 1. BV Mülheim)                        |
| 2003/2004 | Westdeutsche Einzelmeisterschaft O35 | Mixed        | 1     | Kai Mitteldorf / Christine Skropke (Union Lüdinghausen / SC Bayer Uerdingen)            |
| 2004/2005 | Deutsche Einzelmeisterschaft O35     | Herrendoppel | 1     | Kai Mitteldorf / Stephan Kuhl (SC Union 08 Lüdinghausen / BC Viernheim)                 |
| 2004/2005 | Deutsche Einzelmeisterschaft O35     | Mixed        | 1     | Kai Mitteldorf / Christine Skropke (SC Union 08 Lüdinghausen / SC Bayer 05 Uerdingen)   |
| 2005/2006 | Deutsche Einzelmeisterschaft O35     | Herrendoppel | 1     | Stefan Kuhl / Kai Mitteldorf (1. BC Düren / SC Union 08 Lüdinghausen)                   |
| 2005/2006 | Deutsche Einzelmeisterschaft O35     | Mixed        | 1     | Kai Mitteldorf / Christine Skropke (SC Union 08 Lüdinghausen / SC Bayer 05 Uerdingen)   |